# S-(3,4-Dichlorbenzyl)isothioharnstoff-Hydrochlorid
S-(3,4-Dichlorbenzyl)isothioharnstoff-Hydrochlorid ist eine chemische Verbindung, die unter der Bezeichnung A22-Hydrochlorid zur Untersuchung ihrer Anti-Biofilm-Aktivität, sowie ihrer antibakteriellen, zytostatischen und genotoxischen Aktivitäten verwendet wurde.

## Eigenschaften und Verwendung
A22 ist ein farbloser, hygroskopischer Feststoff, der sich unter Lichteinwirkung zersetzt. Die Verbindung ist gut löslich in DMSO (>200 mg/ml) und in Wasser (>2 mg/ml). Wässrige Lösungen sind jedoch instabil und degradieren rapide; niedrige pH-Werte verzögern den Zerfall. Die Chemikalie durchdringt leicht Zellmembranen und interagiert hoch spezifisch und reversibel mit dem filamentbildenden Protein MreB, das in vielen Bakterien durch Lokalisation der zellwandbildenden Enzyme maßgeblich an der Aufrechterhaltung der Zellform beteiligt ist. Durch die Interaktion wird die Polymerisation von MreB und damit die Ausbildung der Filamente gestört, als Folge entstehen aus stäbchenförmigen Zellen nach Zugabe von A22 Sphären, die schließlich lysieren. 2002 wurde mit Hilfe von A22 das prokaryotische Zytoskelett entdeckt.

## Sicherheitshinweise
Es sind keine Daten zur Toxizität vorhanden. Beim Verbrennen können gefährliche Gase entstehen wie beispielsweise Kohlenmonoxid, Schwefeloxide, Stickoxide, halogenierte Verbindungen und Chlorwasserstoff.